# Hrvatski Top Model
Hrvatski Top Model je reality dokumentarac temeljen na America's Next Top Model od Tyre Banks, a emitira se na RTL Televiziji. Natjecateljice se natječu u različitim natjecanjima koja uključuju fotografiranja, hodanja na modnoj pisti i slično, kako bi se utvrdilo tko će osvojiti titulu nove hrvatskog top modela, kao i ugovor s agencijom u nadi da će započeti početak obećavajuće karijere u manekenstvu.
Tatjana Jurić u prvoj je sezoni imala ulogu mentora 16 djevojaka koje su izabrali žive zajedno u kući u Zagrebu, kao Tyra Banks u originalnoj američkoj inačici. Svakog tjedna žiri čiji su članovi Borut Mihalić, Boris Bašić, Damir Hoyka i Boris Cavlina Jurić izbacuju jednu ili dvije djevojke iz emisije, sve dok se ostanu samo tri koje su finalistice, i od njih se izabere jedna pobjednica.
U drugoj sezoni emisije uloge mentorice djevojkama preuzima Vanja Rupena. Druga sezona započela je na jesen 2010. godine.

## Sezone emisije
| Sezona | Datum premijere    | Pobjednica     | Drugo mjesto       | Ostale natjecateljice po redu ispadanja | Broj natjecateljica | Destinacije                            |
| ------ | ------------------ | -------------- | ------------------ | --- | ------------------- | -------------------------------------- |
| 1      | 8. ožujka 2008.    | Sabina Behlić  | Valentina Dropulić | Marija Šegota (odustala), Alin Horvat, Maja Majurec, Dea Frua, Neda Janus (odustala), Monika Perić, Martina Bukovec, Nikolina Rešček, Julija Borovina, Kristina Šakić, Andrea Akmadžić, Marija Andrijašević, Tea Vukman, Marina Jerković | 16                  | Pariz Milano Innsbruck / Beč München   |
| 2      | 3. listopada 2010. | Rafaela Franić | Nikolina Jurković  | Ana Aračić, Monika Horvat, Deni Žižić, Kristina Petričević, Iva Pajković, Anita Vulin, Mada Peršić, Ela Arapović, Anđela Melvan, Andrea Katkić                                                                                           | 12                  | Brijuni / Hvar Milano Berlin / Potsdam |

## Vanjske poveznice
- Službena stranica